# Ondo

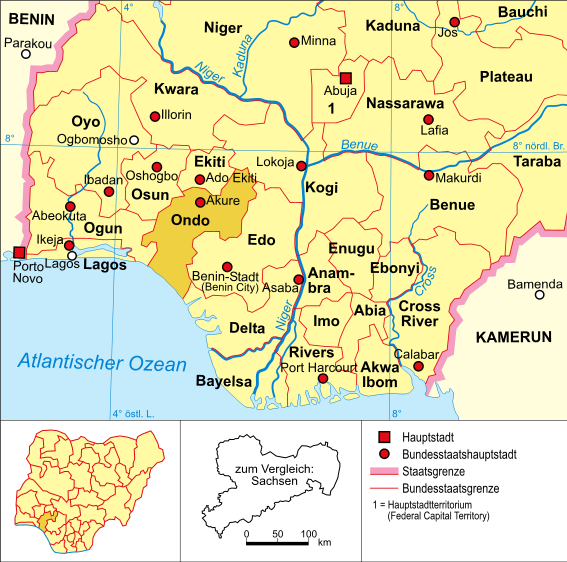
Lage von Ondo in Nigeria

Ondo ist ein Bundesstaat des westafrikanischen Landes Nigeria mit der Hauptstadt Akure, die mit 420.623 Einwohnern (2005) auch die größte Stadt des Bundesstaates ist.

## Geografie
Der Bundesstaat liegt im Südwesten des Landes und grenzt im Norden an den Bundesstaat Ekiti, im Nordwesten an den Bundesstaat Osun, im Nordosten an den Bundesstaat Kogi, im Süden an den Atlantik, im Südosten an den Bundesstaat Delta, im Westen an den Bundesstaat Ogun und im Osten an den Bundesstaat Edo.

## Geschichte
Der Bundesstaat wurde am 3. Februar 1976 aus einem Teil des früheren Bundesstaates „Western“ gebildet. Erster Gouverneur war zwischen März 1976 und Juli 1978 Ita David Ikpeme. Am 1. Oktober 1996 wurden die vier nördlichen Local Government Areas aus Ondo herausgetrennt und zum neuen Bundesstaat Ekiti zusammengefasst. Gegenwärtiger Gouverneur ist seit 14. April 2007 Olusegun Mimiko.

## Liste der Gouverneure und Administratoren
- Ita David Ikpeme (Gouverneur 1976–1978)
- Sunday Tuoyo (Gouverneur 1978–1979)
- Michael Ajasin (Gouverneur 1979–1983)
- Akin Omoboriowo (Gouverneur 1983)
- Michael Bamidele Otiko (Gouverneur 1984–1985)
- Michael O. Akhigbe (Gouverneur 1985–1986)
- Ekundayo Opaleye (Gouverneur 1986–1987)
- Raji Rasaki (Gouverneur 1987–1988)
- Bode George (Gouverneur 1988–1990)
- S. Abiodun Olukoya (Gouverneur 1990–1992)
- Dele Olumilua (Gouverneur 1992–1993)
- L. Mike Torey (Administrator 1993–1994)
- Ahmed Usman (Administrator 1994–1996)
- Anthony Onyearugbulem (Administrator 1996–1998)
- Moses Fasanya (Administrator 1998–1999)
- Ade Adefarati (Gouverneur 1999–2003)
- Olusegun Agagu (Gouverneur 2003–2007)
- Olusegun Mimiko (Gouverneur 2007 bis 2017)
- Rotimi Akeredolu (Governerneur 2017 bis jetzt)

## Verwaltung
Der Staat gliedert sich in 18 Local Government Areas. Diese sind: Akoko North-East, Akoko North-West, Akoko South-East, Akoko South-West, Akure North, Akure South, Ese-Odo, Idanre, Ifedore, Ijaye, Ile-Oluji-Okeigbo, Irele, Odigbo, Okitipupa, Ondo East, Ondo West, Ose und Owo.

## Wirtschaft
Die Landwirtschaft und Fischerei sind die wichtigsten Wirtschaftszweige in Ondo. Es werden unter anderem Kakao, Yams, Maniok und Kokosnüsse angebaut. Der Bundesstaat ist der führende Kakaoproduzent in Nigeria.
Koordinaten: 7° 0′ N, 5° 0′ O